# Огг, Чарльз Альфред
Чарльз Альфред Огг (англ. Charles Alfred Ogg; 15 июня 1867, Мельбурн, Австралия — 31 марта 1932 там же) — австралийский архитектор.

## Биография
Родился 15 июня 1867 года в семье Чарльза Огга — химика с Коллинз-стрит, Мельбурн. Получил образование в Королевском колледже в Сент-Килде. В 1891 году Огг вступил в партнерство с Сиднеем Уигэном Смитом в рамках компании «Сидней Смит, Огг и Серпелл» и сотрудничал с ним до выхода на пенсию из-за плохого состояния здоровья в 1931 году. Фирма «Сидней Смит, Огг и Серпелл» была основана отцом Смита в 1852 году.
Проживая в Роузкорте — 28 Денди-стрит, Средний Брайтон, Огг умер 31 марта 1932 года, оставив вдовствующую жену Эдит, урождённую Боуман, и сына. Его могила является одним из лучших и самых сложных монументов на Брайтонском общем кладбище.

## Работы
Среди зданий, спроектированных компанией и Чарльзом Альфредом в том числе:
- Пивоварня Carlton, Bouverie Street Carlton, поэтапно между 1890 и 1927 годами;
- Харли-хаус, Коллинз-стрит (1923);
- Старая лондонская гостиница, Маркет-стрит;
- Здания для «Джона Дэнкса и сына», Бурк-стрит;
- Килкенни Инн, Кинг-стрит и Лонсдейл-стрит, Мельбурн (1913 г.);
- Частные больницы Милтон-Хаус, Флиндерс-Лейн (1901 г.);
- Истборн-Хаус, Веллингтон-Парад (1901 г.) совместно с Робертом Хэддоном (кладбище Бокс-Хилл), который недолго работал с фирмой (1889-92);
- Здание портового управления, 29-31 Market Street (1929) для Мельбурнского портового треста, проект которого позже был награждён медалью Королевского викторианского института архитекторов за уличную архитектуру в 1933 году.